# Terrigeen
Terrigeen is een term uit de sedimentologie en oceanografie, die gebruikt wordt voor sediment dat oorspronkelijk afkomstig is van het land (dat wil zeggen uit een terrestrisch afzettingsmilieu). Terrigene sedimenten worden gevormd door de erosie van gesteenten op het land. Door rivieren wordt het erosiemateriaal (in de vorm van zand, silt of klei) naar zee gebracht.
Mariene sedimenten kunnen worden verdeeld in terrigene en pelagische sedimenten, waarbij terrigene sedimenten meestal niet voorkomen buiten het continentaal plat en de continentale helling.